# Povorino
Povorino (en russe : Поворино) est une ville de l'oblast de Voronej, en Russie, et le centre administratif du raïon Povorinski. Sa population s'élevait à 16 702 habitants en 2020. 

## Géographie
Povorino se trouve à 22 km au sud-est de Borissoglebsk, à 217 km à l'est-sud-est de Voronej et à 592 km au sud-est de Moscou.

## Histoire
Povorino s'est développée autour d'une gare du même nom construite en 1870. Elle accéda au statut de commune urbaine en 1938 puis celui de ville en 1954. C'est un carrefour routier et ferroviaire. Povorino se trouve sur la route européenne 119.
Povorino avait une base aérienne durant la guerre froide.

## Population
Recensements ou estimations de la population
| 1897* | 1939*  | 1959*  | 1970*  | 1979*  | 1989*  |
| ----- | ------ | ------ | ------ | ------ | ------ |
| 8 900 | 10 817 | 19 274 | 20 591 | 19 624 | 19 450 |

| 2002*  | 2010*  | 2013   | 2014   | 2015   | 2016   |
| ------ | ------ | ------ | ------ | ------ | ------ |
| 18 342 | 17 692 | 17 376 | 17 419 | 17 286 | 17 173 |

| 2017   | 2018   | 2019   | 2020   | - | - |
| ------ | ------ | ------ | ------ | - | - |
| 17 095 | 17 025 | 16 781 | 16 702 | - | - |